# Vuurtoren van Pemaquid Point

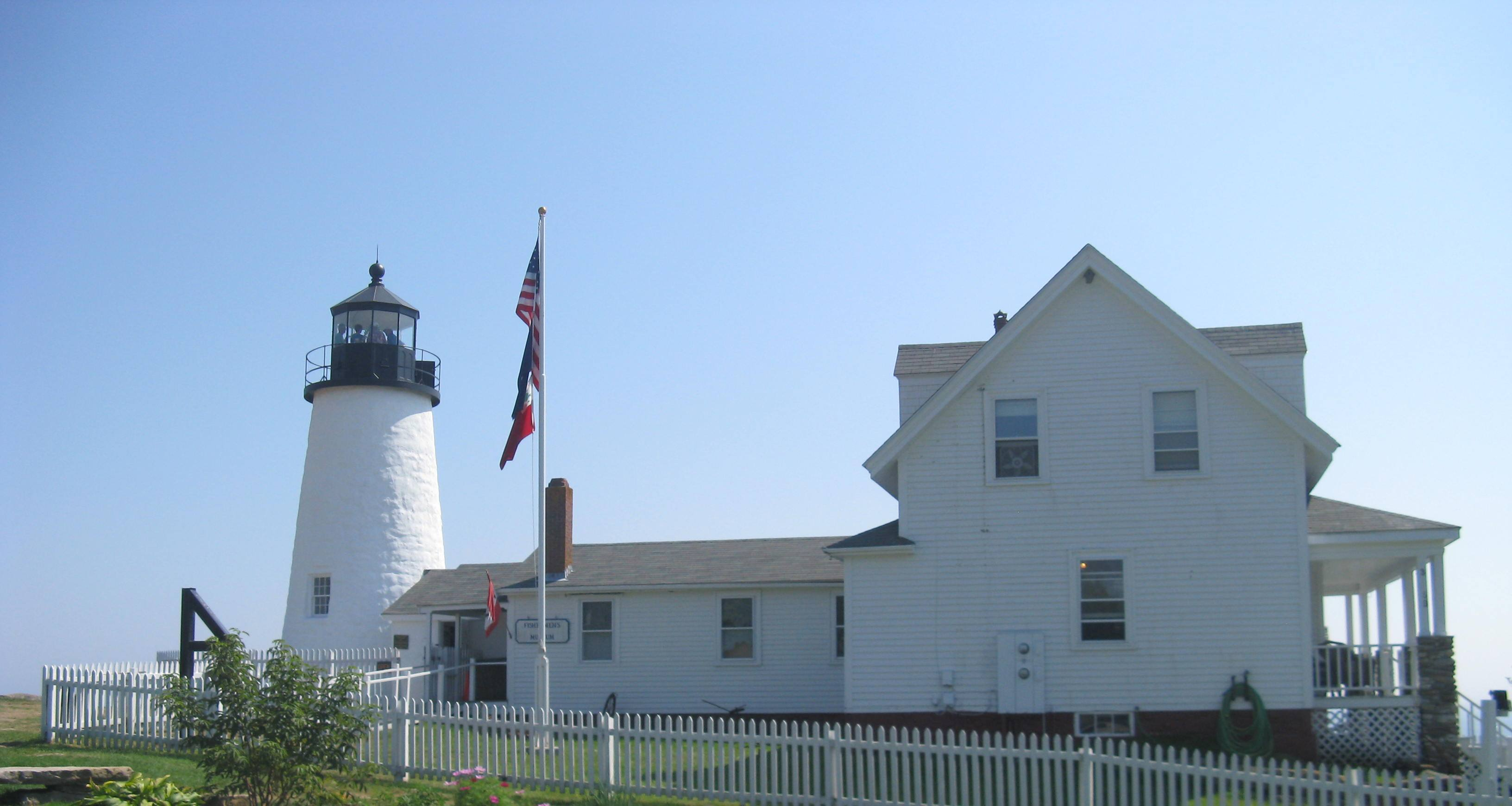
Pemaquid Point Light

Het Pemaquid Point Light is een vuurtoren aan de Atlantische kust van de Amerikaanse staat Maine, vlak bij de plaats Bristol. De toren stamt uit 1835 en verving een vuurtoren die reeds in 1827 was gebouwd, maar op termijn dreigde in te storten.
In 1985 werd de vuurtoren toegevoegd aan het National Register of Historic Places. De vuurtoren staat afgebeeld op de State Quarters van de staat, die in 2003 in circulatie kwamen. Het omliggende terrein is nu het Pemaquid Point Lighthouse Park en in de woning ernaast is een museum gevestigd.